# کارلو دی ریزیو
کارلو دی ریزیو (انگلیسی: Carlo De Risio؛ زادهٔ ۳ ژوئن ۱۹۹۱) بازیکن فوتبال است.
از باشگاه‌هایی که در آن بازی کرده‌است می‌توان به باشگاه فوتبال پادوا اشاره کرد.